# 李继宏
李继宏（1980年—），翻译家，广东揭阳人，出生于江西安远，毕业于中山大学社会学系。
李继宏曾参与翻译出版《追风筝的人》，以及《月亮和六便士》《与神对话》《了不起的盖茨比》《小王子》《瓦尔登湖》等，译著涵盖小说、散文、社会学、经济学、哲学、宗教等领域。曾出版“李继宏世界名著新译”丛书。译著销量超2000万册。